# Canton de Candé
Pour les articles homonymes, voir Candé (homonymie).
Le canton de Candé est une ancienne division administrative française située dans le département de Maine-et-Loire et la région Pays de la Loire.
Il disparait aux élections cantonales de mars 2015, réorganisées par le redécoupage cantonal de 2014.

## Composition
Le canton de Candé groupe six communes
. Il compte 7 793 habitants (population municipale) au 1er janvier 2012.
| Nom                  | Code Insee | Intercommunalité         | Population (dernière pop. légale) |
| -------------------- | ---------- | ------------------------ | --------------------------------- |
| Candé (chef-lieu)    | 49054      | CC Anjou Bleu Communauté | 2 892 (2014)                      |
| Angrie               | 49008      | CC Anjou Bleu Communauté | 957 (2014)                        |
| Challain-la-Potherie | 49061      | CC Anjou Bleu Communauté | 824 (2014)                        |
| Chazé-sur-Argos      | 49089      | CC Anjou Bleu Communauté | 1 060 (2014)                      |
| Freigné              | 49144      | CC Anjou Bleu Communauté | 1 143 (2014)                      |
| Loiré                | 49178      | CC Anjou Bleu Communauté | 879 (2014)                        |

## Géographie
Situé dans la partie occidentale du Segréen, ce canton est organisé autour de Candé dans l'arrondissement de Segré. Sa superficie est de plus de 223 km2 (22 356 hectares), et son altitude varie de 27 mètres (Chazé-sur-Argos) à 106 mètres (Challain-la-Potherie), pour une altitude moyenne de 51 mètres.
| Nom de la commune    | Surface (ha) | Alt. mini (m) | Alt. maxi (m) |
| -------------------- | ------------ | ------------- | ------------- |
| Angrie               | 4 097        | 36            | 88            |
| Candé                | 491          | 32            | 67            |
| Challain-la-Potherie | 4 787        | 42            | 106           |
| Chazé-sur-Argos      | 3 082        | 27            | 83            |
| Freigné              | 6 526        | 27            | 85            |
| Loiré                | 3 373        | 32            | 90            |

## Histoire
- Le  canton de Candé (chef-lieu) est créé en 1790. Il est tout d'abord intégré au district de Segré, puis en 1800 à l'arrondissement de Segré[4].

- De 1833 à 1848, les cantons de Candé et de Pouancé avaient le même conseiller général. Le nombre de conseillers généraux était limité à 30 par département[5].

- Dans le cadre de la réforme territoriale, un nouveau découpage territorial pour le département de Maine-et-Loire est défini par le décret du 26 février 2014. Le canton de Candé disparait aux élections cantonales de mars 2015[1].

## Représentation
Le canton de Candé est la circonscription électorale servant à l'élection des conseillers généraux, membres du conseil général de Maine-et-Loire.

### Conseillers généraux de 1833 à 2015
| Période | Période      | Identité                                      | Étiquette         | Qualité |
| ------- | ------------ | --------------------------------------------- | ----------------- | --- |
| 1833    | 1836         | Barthélemy Toudouze                           |                   | Propriétaire à Pouancé |
| 1836    | 1845         | René-Léon Jallot-Hardouin                     |                   | Marchand de vins en gros à Pouancé                                                                                                 |
| 1845    | 1848         | Eugène-Paul Dupré                             |                   | Juge de paix à Pouancé |
| 1848    | 1852         | Albert de La Rochefoucauld-Bayers             |                   | Officier, Maire de La Potherie |
| 1852    | 1857 (décès) | Prégent Amedée Brillet, comte de Villemorge   |                   | Propriétaire à Challain-la-Potherie                                                                                                |
| 1857    | 1899 (décès) | Gaston Grimaudet de Rochebouët                | Conservateur      | Général d'artillerie, Candé Président du Conseil des Ministres (1877)                                                              |
| 1899    | 1918 (décès) | Laurent Bougère                               | Union des Droites | Propriétaire, directeur de banque, chef d'entreprise Député (1893-1918) Conseiller municipal d'Angers, conseiller d'arrondissement |
| 1919    | 1925         | Georges Marchand                              | Conservateur      | Notaire à Angers |
| 1925    | 1940         | Joseph de Kermerc'hou de Kerautem (1868-1948) | Conservateur      | Ancien officier de cavalerie Maire d'Angrie, conseiller d'arrondissement Nommé conseiller départemental en 1943                    |
|         |              |                                               |                   | |
| 1945    | 1961         | Jean de Fontanges                             | DVD               | Maire de Challain-la-Potherie (1931-1959)                                                                                          |
| 1961    | 1967         | Albert Auvray                                 | UNR puis UDR      | Propriétaire du château de La Roche-d'Iré à Loiré                                                                                  |
| 1967    | 1985         | Vicomte Henri de Kerautem                     | RI puis UDF-PR    | Maire d'Angrie |
| 1985    | 1998         | René Lefrancq (1934-2002)                     | RPR               | Maire de Candé (1983-2001) |
| 1998    | 2015         | Gérard Delaunay                               | UDF-DL puis UMP   | Maire de Candé (2001-2020) Vice-président du conseil général                                                                       |

### Résultats électoraux détaillés
- Élections cantonales de 2004 : Gérard Delaunay (UMP) est élu au 1er tour avec 74,84 % des suffrages exprimés, devant Hugues Bouvet (PCF) (11,26 %) et Sylvie Maroille-Vanhelstraete (FN) (8,96 %). Le taux de participation est de 64,82 % (3 269 votants sur 5 043 inscrits)[10].
- Élections cantonales de 2011 : Gérard Delaunay (UMP) est élu au 1er tour avec 68,54 % des suffrages exprimés, devant Claude Averty (PCF) (16,03 %) et Denis Payen (FN) (6,82 %). Le taux de participation est de 35,85 % (16 655 votants sur 46 456 inscrits)[11].

### Conseillers d'arrondissement (de 1833 à 1940)
| Période                                  | Période           | Identité                                      | Étiquette       | Qualité |
| ---------------------------------------- | ----------------- | --------------------------------------------- | --------------- | --- |
| 1833                                     | 1848              | M. Jounaulx                                   |                 | Médecin à Candé                                                                                             |
|                                          |                   |                                               |                 | |
| 1889                                     | 1890 (annulation) | Laurent Bougère                               | Droite          | Directeur de banque, conseiller municipal d'Angers                                                          |
| 1890                                     | 1899 (démission)  | Laurent Bougère                               | Droite          | Directeur de banque, conseiller municipal d'Angers                                                          |
|                                          |                   |                                               |                 | |
| 1919                                     | 1925              | Joseph de Kermerc'hou de Kerautem (1868-1948) | Conservateur    | Ancien officier de cavalerie, maire d'Angrie                                                                |
| 13 sept. 1925                            | 1940              | Comte Henri de Bourmont                       | Union nationale | Agriculteur, maire de Freigné                                                                               |
| 1940                                     |                   |                                               |                 | Les conseils d'arrondissement ont été suspendus par la loi du 12 octobre 1940 et n'ont jamais été réactivés |
| Les données manquantes sont à compléter. |                   |                                               |                 | |

## Démographie

### Évolution démographique
| 1962  | 1968  | 1975  | 1982  | 1990  | 1999  | 2006  | 2011  | 2012  |
| ----- | ----- | ----- | ----- | ----- | ----- | ----- | ----- | ----- |
| 8 121 | 7 862 | 7 481 | 7 177 | 6 733 | 6 627 | 7 185 | 7 749 | 7 793 |

### Âge de la population
En 2009, le canton de Candé comptait 7 616 habitants, soit une augmentation de 14,9 % par rapport à la population de 1999 qui était de 6 627 habitants.
La pyramide des âges, à savoir la répartition par sexe et âge de la population, du canton de Candé en 2009 ainsi que, comparativement, celle du département de Maine-et-Loire la même année sont représentées avec les graphiques ci-dessous.
La population du canton comporte 49,7 % d'hommes et 50,3 % de femmes. Elle présente en 2009 une structure par grands groupes d'âge similaire à celle de la France métropolitaine. 
Il existe en effet 115 jeunes de moins de 20 ans pour cent personnes de plus de 60 ans, alors que pour la France l'indice de jeunesse, qui est égal à la division de la part des moins de 20 ans par la part des plus de 60 ans, est de 1,06. L'indice de jeunesse du canton est par contre inférieur à celui  du département (1,18) et supérieur à celui de la région (1,1).
| Hommes | Classe d’âge | Femmes |
| ------ | ------------ | ------ |
| 0,4    | 90 ans ou +  | 1,6    |
| 7,9    | 75 à 89 ans  | 10,7   |
| 13,6   | 60 à 74 ans  | 14,6   |
| 18,4   | 45 à 59 ans  | 18,1   |
| 19,8   | 30 à 44 ans  | 19,7   |
| 15,6   | 15 à 29 ans  | 14,8   |
| 24,3   | 0 à 14 ans   | 20,6   |

| Hommes | Classe d’âge | Femmes |
| ------ | ------------ | ------ |
| 0,4    | 90 ans ou +  | 1,2    |
| 6,5    | 75 à 89 ans  | 9,6    |
| 12,4   | 60 à 74 ans  | 13,4   |
| 19,9   | 45 à 59 ans  | 19,3   |
| 20,1   | 30 à 44 ans  | 19,0   |
| 19,9   | 15 à 29 ans  | 18,8   |
| 20,8   | 0 à 14 ans   | 18,7   |